# Балякин, Александр Михайлович
Алекса́ндр Миха́йлович Баля́кин (англ. Alexander Baljakin, род. 8 апреля 1961, Архангельск) — советский, белорусский и нидерландский шашист (международные шашки). Двукратный чемпион мира 2015 (быстрая программа) и 2018 (быстрая программа) годов. Серебряный призёр чемпионата мира 1986 года, бронзовый призёр чемпионатов мира 1992, 1994, 2005, 2014 (блиц) годов, чемпион Европы 2009 года (блиц), бронзовый призёр чемпионата Европы 2007 года, чемпион СССР по международным шашкам 1982, 1988 и 1989 годов, чемпион Белоруссии 1993—1998 годов, восьмикратный чемпион Нидерландов 2009, 2010, 2011, 2013, 2014, 2016, 2018, 2019 годов, вице-чемпион Нидерландов 2004, 2008, 2012, 2015, 2017 годов. Чемпион мира по международным шашкам среди юниоров (1980).  Международный гроссмейстер. Выступает за клуб VBI из Хёйсена.
Член (с 6 июля 1983 года) символического клуба победителей чемпионов мира Роба Клерка.

## Биография
Родился в Архангельске. Тренировался у Владимира Павловича Балабина. По его словам, 

Владимир Павлович был моим первым и единственным тренером. В Голландии, где я последнее время живу, существует деление на "trainer" и "coach". "Trainer" или тренер по нашему только учит играть в шашки, "coach" - отвечает за весь комплекс проблем от бытовых до спортивных. Я отношу Владимира Павловича к этому последнему типу наставников. Жизнь его учеников была и его жизнью.
Я уехал из Архангельска в Минск в 1986 году, но мы не потеряли контакт друг с другом. Каждый раз, приезжая в свой родной город, я звонил Владимиру Павловичу, и мы встречались, чтобы поделиться тем, что произошло в наших шашечных делах за прошедший год. Меня всегда поражали энергия и энтузиазм, с которыми мой тренер говорил о шашках. Они были для него самой большой любовью в жизни.
Владимир Павлович из людей того уже уходящего от нас поколения, для которых был неприемлем цинизм наших дней.— 
В 2001 году Балякин переехал в Нидерланды и стал выступать под флагом этой страны.

## Статистика выступлений на чемпионатах мира и Европы
| Год     | Уровень | Место проведения | Турнир/Матч  | Результат | Место            |
| ------- | ------- | ---------------- | ------------ | --------- | ---------------- |
| 1983    | ЧМ      | Амстердам        | Турнир       | +1 =11 −2 | 5                |
| 1984    | ЧМ      | Дакар            | Турнир       | +6 =10 −3 | 5                |
| 1986    | ЧМ      | Гронинген        | Турнир       | +8 =10 −1 | 2                |
| 1988    | ЧМ      | Парамарибо       | Турнир       | +6 =13 −0 | 4                |
| 1992    | ЧМ      | Тулон            | Турнир       | +9 =13 −1 | 3                |
| 1994    | ЧМ      | Гаага            | Турнир       | +5 =14 −0 | 3                |
| 1996/97 | ЧМ      | Абиджан          | Турнир       | +2 =7 −2  | 7                |
| 2005    | ЧМ      | Амстердам        | Турнир       | +2 =9 −0  | 3                |
| 2006    | ЧЕ      | Бовец            | Турнир (шв.) | +3 =7 −0  | 5                |
| 2008    | ЧЕ      | Таллин           | Турнир (шв.) | +2 =6 −1  | 8                |
| 2010    | ЧЕ      | Мужасихле        | Турнир (шв.) | +2 =7 −0  | 11               |
| 2011    | ЧМ      | Эммелорд / Урк   | Турнир       | +3 =16 −0 | 6                |
| 2012    | ЧЕ      | Эммен            | Турнир (шв.) | +2 =6 -1  | 27               |
| 2013    | ЧМ      | Уфа              | Турнир       |           | 4 в полуфинале А |
| 2014    | ЧЕ      | Таллин           | Турнир (шв.) | +2 =7 -0  | 16               |
| 2015    | ЧМ      | Таллин           | Турнир       | +3 =16 −0 | 6                |
| 2017    | ЧМ      | Таллин           | Турнир       | +1 =10 −0 | 4                |
| 2018    | ЧЕ      | Москва           | Турнир (шв.) | +3 =5 -1  | 10               |

## Достижения
- 1980 — Чемпион мира среди юниоров
- 1982 — Чемпион СССР
- 1983 — Международный гроссмейстер
- 1985 — Победитель в составе команды СССР Летней Олимпиады
- 1986 — Вице-чемпион мира
- 1987 — Победитель в составе команды СССР Кубка Мира
- 1988 — Чемпион СССР
- 1989 — Чемпион СССР
- 1992 — Бронза на чемпионате мира
- 1993 — Чемпион Беларуси
- 1994 — Чемпион Беларуси
- 1994 — Бронза на чемпионате мира
- 1995 — Чемпион Беларуси
- 1996 — Чемпион Беларуси
- 1997 — Чемпион Беларуси
- 1998 — Чемпион Беларуси
- 1999 — Вице-чемпион мира в быстрой программе
- 2000 — Победитель открытого чемпионата Голландии
- 2004 — Вице-чемпион Нидерландов
- 2005 — Бронза на чемпионате мира
- 2007 — Бронзовый призёр чемпионата Европы по блицу
- 2007 — Победитель Кубка Балтии
- 2008 — Вице-чемпион Нидерландов
- 2009 — Чемпион Европы по блицу
- 2010 — выиграл Hague Open 2010
- 2009 — Чемпион Нидерландов
- 2010 — Чемпион Нидерландов
- 2011 — Чемпион Нидерландов
- 2012 — Вице-чемпион Нидерландов
- 2013 — Чемпион Нидерландов
- 2014 — Чемпион Нидерландов
- 2014 - Вице-чемпион мира в молниеносной программе
- 2015 — Вице-чемпион Нидерландов
- 2015 - Чемпион мира в быстрой программе
- 2016 — Чемпион Нидерландов
- 2017 — Вице-чемпион Нидерландов
- 2018 — Чемпион Нидерландов
- 2018 - Чемпион мира в быстрой программе
- 2019 — Чемпион Нидерландов
- 2022 — Вице-чемпион Нидерландов
- 2023 — Вице-чемпион Нидерландов